# U-335
U-303 – niemiecki okręt podwodny (U-Boot) typu VIIC z okresu II wojny światowej. Okręt wszedł do służby w 1941 roku. Jedynym dowódcą był Kptlt. Hans-Hermann Pelkner.

## Historia
Okręt został włączony do 8. Flotylli U-Bootów (Gdańsk) celem szkolenia i zgrania załogi. Od sierpnia 1942 roku jako jednostka bojowa w składzie 6. Flotylli.
U-335 został zatopiony podczas swojego pierwszego patrolu bojowego rozpoczętego 30 lipca 1942 roku w Kilonii. 3 sierpnia 1943 roku na północny wschód od Wysp Owczych (Morze Norweskie) jednostka została wykryta przez brytyjski okręt podwodny HMS „Saracen”, który wystrzelił w jej kierunku sześć torped. W wyniku ataku zginęło 43 członków załogi U-Boota; przeżył tylko jeden członek załogi – MtrGfr Rudolf Jahnke. Rozbitek został uratowany i wzięty do niewoli przez HMS „Saracen” (drugi Niemiec, który przeżył zatopienie, odmówił ratunku i utonął).